# سيطرة الحماديين على فاس
وقع الاستيلاء الحمادي على فاس عام 1062.

## خلفية
كان بلكين بن محمد قد قام للتو بتنسيق حملة في بسكرة حيث أعاد السلطة الحمادية حيث قرر بلكين قيادة حملة ضد فاس التي كانت تحت سيطرة حكام المغراوة المحليين (زناتة). وسار بلكين ضد المرابطين وصد فلولهم ثم استولى على فاس.
أمضى بلكين عدة أشهر في فاس قبل مغادرته وأخذ معه بعض سكان المدينة كأسرى حرب. انتهز ابن عمه الناصر بن علناس بن حماد الذي أراد الانتقام لمقتل أخته الفرصة لاغتيال بلغين أثناء رحلة عودته ثم خلفه في منصب الحاكم الحمادي عادت فاس بعد ذلك إلى سيطرة المغراوة المحلية حتى حاصرها المرابطون لسنوات عديدة خلال ستينيات القرن العاشر وسقطت في أيديهم في نهاية المطاف في 1069-1070.